# Pogrom de Kirovabad
Le pogrom de Kirovabad est le nom donné aux violences ethniques menées par la communauté azérie envers les Arméniens de la ville de Kirovabad (aujourd'hui Gandja), située en Azerbaïdjan soviétique en novembre 1988. Ces violences s'inscrivent dans une série de pogroms antiarméniens se déroulant en Azerbaïdjan entre 1988 et 1991, dans le contexte de la perestroïka, et mènent au nettoyage ethnique de la région.

## Chronologie des évènements
En novembre 1988, dans un contexte de tension interethnique dans la République socialiste soviétique d'Azerbaïdjan (pogrom de Soumgaït en février 1988), le commandant des forces armées soviétiques en place à Kirovabad demande au ministère de l'Intérieur soviétique (MVD) à Moscou la permission d'évacuer une partie de la population arménienne de la ville, qui compte alors environ 100 000 habitants. Le conflit s'intensifie depuis le début du mois, lorsque des Arméniens de la ville et des environs sont chassés de leurs foyers et contraints de chercher refuge en république soviétique d'Arménie ou au Haut-Karabagh. Selon un article de presse publié le 27 novembre, « les soldats soviétiques ont bloqué des dizaines de tentatives azerbaïdjanaises de massacrer des Arméniens dans leurs maisons dans le cadre des violences communautaires continues dans la république soviétique caucasienne d'Azerbaïdjan, a déclaré samedi un haut commandant militaire de ce pays. » Plus de 40 000 Arméniens sont alors contraints de quitter Kirovabad sous la violence.
Le 23 novembre, la loi martiale est décrétée à Kirovabad, ce qui signifie que les forces armées peuvent désormais ouvrir le feu dès qu'elles le jugent nécessaire. Le même jour, une tentative de pogrom contre le bâtiment du Comité exécutif de la ville a lieu. Au cours des affrontements entre la foule azérie agressive et les forces armées soviétiques qui tentent de maintenir l'ordre et de défendre les citoyens arméniens, trois soldats sont tués et 67 personnes sont blessées. Des protestataires incendient et endommagent plusieurs véhicules militaires.

## Bilan humain
Le photojournaliste Youri Rost mentionne des sources indiquant que le nombre de morts s'élève à quarante au 24 novembre 1988, dont un tiers sont des Azéris tués lors d'affrontements avec les troupes soviétiques. Des militants des droits de l'homme rapportent que jusqu'à 130 Arméniens ont été tués uniquement à Kirovabad et « avec des avertissements d'un possible génocide, appelant à une action rapide du gouvernement pour mettre fin aux attaques azerbaïdjanaises contre les Arméniens. » 
Le 25 novembre, le militant soviétique pour les droits de l'homme Andreï Sakharov, se trouvant aux États-Unis pendant les troubles, déclare avoir reçu des rapports provenant de l'Union soviétique selon lesquels plus de 130 Arméniens ont été tués et plus de 200 ont été blessés dans les violences. Cependant, les autorités soviétiques nient les affirmations de Sakharov, le porte-parole du ministère des Affaires étrangères, Gennadi Gerasimov, déclarant que les informations sur le nombre de victimes ne sont pas exactes. Le New York Times rapporte également que « les informateurs officiels et non officiels des deux républiques qui ont fourni des rapports fiables au cours des neuf derniers mois de troubles ont minimisé les chiffres, affirmant qu'ils étaient basés sur des témoignages de seconde et de troisième main ». Plus tard, Sakharov reconnait dans ses mémoires que sa déclaration était une erreur et qu'il n'aurait pas dû évoquer des chiffres précis sur le nombre de victimes arméniennes à Kirovabad.
Les autorités soviétiques confirment la mort de 7 personnes au moment des événements. Ce chiffre comprend 3 soldats soviétiques, 3 civils Azéris et 1 Arménien. Le journaliste Angus Roxburgh rapporte pendant les violences qu'au moins six autres Arméniens ont été tués en raison du nettoyage ethnique à Kirovabad.

## Nettoyage ethnique
Selon Victor Krivopuskov, un officier des forces armées soviétique et chef du groupe d'enquête et d'opérations envoyé dans la région au moment des faits, il y a eu trois vagues principales de pogroms de masse contre les Arméniens en Azerbaïdjan : les pogroms de Soumgaït, de Kirovabad et de Bakou, qui ont entraîné l'arrivée de 30 000 réfugiés arméniens dans le seul Haut-Karabagh (sans compter les réfugiés en république d'Arménie ou dans d'autres républiques de l'URSS). Dans ses mémoires publiés en 2007, il qualifie ces événements de « politique d'État de panturquisme » menée sur fond de chaos et de crise, sous le couvert des troubles liés à la perestroïka.